# Сергіївка (Сумський район)
Се́ргіївка — село в Україні, у Ворожбянській міській громаді Сумського району Сумської області. Населення становить 308 осіб. Колишній орган місцевого самоврядування — Сергіївська сільська рада.

## Географія
Село Сергіївка розташоване на лівому березі річки Локня, неподалік від її витоків. Нижче за течією на відстані 1.5 км розташоване село Йосипове. На відстані 1 км розташовані села Павлівське та Новопетрівка.
Через село пролягає автомобільний шлях Т 1904.
Поруч пролягає залізнична гілка Білопілля — Терни.

## Назва
На території України 28 населених пункти із назвою Сергіївка.

## Населення

### Мова
Розподіл населення за рідною мовою за даними перепису 2001 року:
| Мова            | Кількість | Відсоток |
| --------------- | --------- | -------- |
| українська      | 304       | 98.70%   |
| російська       | 3         | 0.98%    |
| інші/не вказали | 1         | 0.32%    |
| Усього          | 308       | 100%     |

## Історія
- За даними на 1864 рік у власницькому селі Лебединського повіту Харківської губернії, мешкало 752 особи (366 чоловічої статі та 386 — жіночої), налічувалось 65 дворових господарств[2].
- Станом на 1914 рік село відносилось до Ганнівської волості, кількість мешканців зросла до 1190 осіб[3].
- Село постраждало внаслідок геноциду українського народу, проведеного урядом СРСР 1923—1933 та 1946–1947 роках[4].
  - 12 червня 2020 року, відповідно до розпорядження Кабінету Міністрів України № 723-р «Про визначення адміністративних центрів та затвердження територій територіальних громад Сумської області», село увійшло до складу Ворожбянської міської громади[5].
  - 19 липня 2020 року, в результаті адміністративно-територіальної реформи та ліквідації Білопільського району, село увійшло до складу новоутвореного Сумського району[6].

## Економіка
- ПСП «Мир».

## Соціальна сфера
- Школа I—II ст.

## Постаті
- Д'яконов Станіслав Васильович (1985—2018) — старший солдат Збройних сил України, учасник російсько-української війни[7].

## Також
- Перелік населених пунктів, що постраждали від Голодомору 1932-1933, Сумська область